# 刺颚鲎属
刺颚鲎属（学名：Echinognathus）是巨型羽翅鱟科的一属。属名来自拉丁语echino-“spiny”（棘刺）+ 古希腊语gnáthos“jaw”（下颚）。

## 下属物种
本属包括以下物种：
- †克氏刺颚鲎 Echinognathus clevelandi Walcott, 1882，种名以William N. Cleveland的名字命名。